# Genshin Impact
Genshin Impact (em chinês e Japonês: 原神; pinyin: Yuánshén; rōmaji: Genshin; Coreano: 원신; romaja: Wonsin) é um jogo eletrônico RPG de ação gratuito desenvolvido e publicado pela desenvolvedora chinesa de jogos, miHoYo (agora conhecida como HoYoverse). O jogo apresenta um ambiente de mundo aberto de fantasia, e sistema de batalha usando energia elemental e troca de personagem, e usa a monetização de jogo gacha para os jogadores obterem novos personagens, armas e outros recursos. O jogo é apenas online e apresenta um modo multiplayer limitado que permite até quatro jogadores jogarem juntos. Foi lançado para Microsoft Windows, PlayStation 4, Android e iOS em 28 de setembro de 2020. O Genshin Impact também está planejado para lançamento no Nintendo Switch e PlayStation 5; a compatibilidade da edição de PlayStation 4 para a de PlayStation 5 foi adicionada em 11 de novembro de 2020.

## História
Genshin Impact foi anunciado em junho de 2019, com previsão de lançamento para o primeiro trimestre de 2020, para Windows e iOS. O trailer de lançamento mostrou um estilo de mundo aberto com inspiração no jogo eletrônico The Legend of Zelda: Breath of the Wild, principalmente no estilo de jogabilidade. Houve uma versão beta lançada em junho de 2019.
No evento da Sony denominado ChinaJoy 2019, foi anunciado também uma versão para PlayStation 4. Uma versão para Nintendo Switch foi anunciada em 13 de janeiro de 2020 pela imprensa.
Em 6 de agosto de 2020, miHoYo anunciou que o lançamento do jogo para PlayStation 4 seria em outono de 2020. Mais tarde, foi anunciado que o lançamento para o console estava de volta na mesma programação de 28 de setembro.

## Ambientação
Em um mundo chamado Teyvat, algumas pessoas escolhidas receberam uma visão – Joias que dão aos seus portadores a habilidade de controlar os elementos: Pyro (Fogo), Hydro (Água), Cryo (Gelo), Anemo (Vento), Geo (Terra) e Electro (Eletrecidade) – dos Arcontes, pessoas pessoas tão poderosas quanto Deuses que governam cada parte ou cidade do mundo de Teyvat sobre o nome "Os Sete". Sendo cada Arconte responsável por um elemento (por isso o nome "os sete"). O jogador começa como um viajante de origem desconhecida que está em busca de seu irmão/irmã perdido/a. O jogador pode escolher se o viajante é homem ou mulher. No decorrer da aventura, o jogador pode controlar uma série de outros personagens encontrados durante a jornada, cada um possui uma personalidade única e uma habilidade especial, ajudando nas missões e facilitando na busca pela verdade sobre esse mundo.

## Jogabilidade

O jogador pode explorar livremente um mapa de mundo aberto com ferramentas. Aqui, o Aventureiro é visto deslizando, mas o jogador pode mudar para outros membros do grupo durante a exploração e combate

O jogo se desenvolve em um mundo aberto com diversos tipos de cenários, onde o jogador pode explorá-lo a pé, escalando, nadando ou até mesmo planando de acordo com o contexto. O mapa é repleto de itens e desafios em que o jogador é instigado a explorá-lo no decorrer da história. O jogador pode controlar até 4 personagens simultaneamente. Completando as missões para avançar na história, um total de 30 personagens jogáveis poderão ser desbloqueados.
É possível controlar mais de um personagem e cada um possui habilidades específicas: uma básica e uma especial. A habilidade básica pode ser usada em qualquer circunstância, exceto no período de cooldown, que ocorre imediatamente após o uso enquanto a habilidade especial consome energia, o que requer um gerenciamento de tal energia.
Outro aspecto importante da jogabilidade de Genshin Impact é a habilidade de cozinhar. O jogador tem a possibilidade de colher diversos alimentos durante o gameplay e alguns deles podem ser preparados para a obtenção de novas refeições. Algumas receitas podem regenerar a saúde do personagem, enquanto outras melhoram as habilidades de ataque ou defesa.

## Desenvolvimento
A miHoYo fez o anúncio de que estava trabalhando em um novo projeto utilizando a plataforma de desenvolvimento Unity no final de janeiro de 2017, três meses após o lançamento de Honkai Impact 3rd. A empresa declarou que sua intenção em um novo projeto era fortalecê-la para que o grupo fosse capaz de produzir jogos com mais qualidade. O projeto em questão era justamente o Genshin Impact.
A desenvolvedora do jogo citou The Legend of Zelda: Breath of the Wild e a série Grand Theft Auto como suas principais influências. Eles buscaram criar um jogo diferenciado em relação a Honkai Impact 3rd em termos de quests e sistema de combate, assim como seus eventos randômicos e modo de exploração.
A versão chinesa do jogo apresenta diálogos na língua chinesa, enquanto a versão japonesa possui diálogos em japonês interpretadas por dubladores famosos no Japão, incluindo Rie Tanaka.

### Música
Yu-Peng Chen da HOYO-MiX realizou a trilha sonora original do jogo, que foi executada pela London Philharmonic Orchestra, a Shanghai Symphony Orchestra e a Tokyo Philharmonic Orchestra. A abordagem utilizada para criar a trilha sonora é imergir os jogadores no jogo e fornecer melodias emocionantes e bonitas. Com base na música ocidental, a partitura também tem influências regionais e culturais adicionadas dependendo da região. Por exemplo, em Mondstadt, Chen usou instrumentos de sopro para refletir a associação de Mondstadt com o vento e a liberdade. Em contraste, os temas de batalha usam polifonia e outras técnicas de composição, bem como imitam elementos de orquestração de compositores como Beethoven. Vários álbuns de trilhas sonoras com músicas sobre personagens e regiões do jogo foram lançados periodicamente. Por seu trabalho na trilha sonora, Yu-Peng Chen recebeu o prêmio de "Artista de Destaque – Iniciante/Revelação" no Annual Game Music Awards de 2020. Em uma entrevista publicada em abril de 2021, Chen expressou interesse em lançar as trilhas sonoras em CD, bem como em sediar shows no futuro. O primeiro show foi realizado virtualmente em 3 de outubro de 2021, intitulado "Melodies of an Endless Journey" e contou com várias bandas e uma orquestra tocando várias trilhas sonoras do jogo. Um segundo concerto virtual foi realizado em 4 de fevereiro de 2022, intitulado "Reflections of Spring", apresentando a Orquestra Sinfônica de Xangai apresentando trilhas sonoras da região de Liyue.

## Personagens/Dublagem
Genshin Impact tem suporte a 4 idiomas na sua dublagem: Chinês (idioma original), Inglês, Japonês e Coreano, tendo sido legendado em 13 idiomas.
| Personagem                      | Dublador em inglês                              | Dublador em chinês                          | Dublador em japonês                                        | Dublador em coreano                                                                     |                       |
| ------------------------------- | ----------------------------------------------- | ------------------------------------------- | ---------------------------------------------------------- | --------------------------------------------------------------------------------------- | --------------------- |
| Albedo                          | Khoi Dao                                        | Mace                                        | Kenji Nojima (野島健児)                                    | Kim Myungjun (김명준)                                                                   |                       |
| Alhaitham                       | Nazeeh Tarsha                                   | Yang Chaoran (杨超然)                       | Umehara Yuuichirou (梅原 裕一郎)                           | Jun Seung Hwa (전승화)                                                                  |                       |
| Aloy                            | Ashly Burch                                     | Mufei (沐霏)                                | Ayahi Takagaki (高垣 彩陽)                                 | Jo Hyeon-jeong (조현정)                                                                 |                       |
| Amber                           | Kelly Baskin                                    | Cai Shujin (蔡书瑾)                         | Manaka Iwami (石見 舞菜香)                                 | Kim Yeon-woo (김연우)                                                                   |                       |
| Arataki Itto                    | Max Mittelman                                   | Zhaokun Liu (刘照坤)                        | Takanori Nishikawa (西川貴教)                              | Song Jun-seok (송준석)                                                                  |                       |
| Barbara                         | Laura Stahl                                     | Yuanyuan Song (宋媛媛)[carece de fontes?]   | Akari Kitō (鬼頭 明里)                                     | Yun AhYeong (윤아영)                                                                    |                       |
| Beidou                          | Allegra Clark                                   | Yajing Tang (唐雅菁)[carece de fontes?]     | Ami Koshimizu (小清水 亜美)                                | Jeong Yoo-Mi (정유미)                                                                   |                       |
| Bennett                         | Cristina Vee Valenzuela                         | Xueting Mu (穆雪婷)[carece de fontes?]      | Ryota Osaka (逢坂 良太)                                    | Song HaRim (송하림)                                                                     |                       |
| Chiori (confirmado pela mihoyo) |                                                 |                                             |                                                            |                                                                                         |                       |
| Chevreuse                       |                                                 |                                             |                                                            |                                                                                         |                       |
| Candace                         | Shara Kirby                                     | Zhang Qi (张琦)                             | Yuzuki Ryoka (柚木 涼香)                                   | Jeon Yeongsu (전영수)                                                                   |                       |
| Charlotte                       |                                                 |                                             |                                                            |                                                                                         |                       |
| Chongyun                        | Beau Bridgland                                  | Kinsen                                      | Soma Saito (斉藤 壮馬)                                     | Yang JeongHwa (양정화)                                                                  |                       |
| Collei                          | Christina Costello                              | Qin Wenjing (秦文静)                        | Maekawa Ryoko (前川 涼子)                                  | Bang Siu (방시우)                                                                       |                       |
| Cyno                            | Alejandro Saab                                  | Li Qingyang (李轻扬)                        | Irino Miyu (入野 自由)                                     | Lee Woo-ri (이우리)                                                                     |                       |
| Dehya                           | Amber May                                       | Chen Yu (陈雨)                              | Fukuhara Ayaka (福原綾香)                                  | Kim Hyeon-sim (김현심)                                                                  |                       |
| Diluc                           | Sean Chiplock                                   | Yang Ma (马洋)[carece de fontes?]           | Kensho Ono (小野 賢章)                                     | Choi SeungHoon (최승훈)                                                                 |                       |
| Diona                           | Dina Sherman                                    | Nuoya (诺亚)                                | Shiori Izawa (井澤 詩織)                                   | Woo Jeong-shin (우정신)                                                                 |                       |
| Dori                            | Anjali Kunapaneni                               | Wang Xiaotong (王晓彤)                      | Kaneda Tomoko (金田朋子)                                   | Lee Myeong-ho (이명호)                                                                  |                       |
| Eula                            | Suzie Yeung                                     | Ziyin (子音)                                | Rina Sato (佐藤利奈)                                       | Kim Hyeon-ji (김현지)                                                                   |                       |
| Faruzan                         | Chandni Parekh                                  | Yan Mengmeng (阎萌萌)                       | Horie Yui (堀江 由衣)                                      | Kim You-rim (김유림)                                                                    |                       |
| Fischl                          | Brittany Cox Oz: Ben Pronsky                    | Mace Oz: Yuantao Li (李元韬)                | Maaya Uchida (内田 真礼) Oz: Yasunori Masutani (増谷 康紀) | Park GoWoon (박고운) Oz: Lee Hyun (이현)                                                |                       |
| Freminet                        |                                                 |                                             |                                                            |                                                                                         |                       |
| Furina                          |                                                 |                                             |                                                            |                                                                                         |                       |
| Ganyu                           | Jennifer Losi                                   | Su Lin (林簌)                               | Reina Ueda (上田 麗奈)                                     | Kim Seonhye (김선혜)                                                                    |                       |
| Gorou                           | Cory Yee                                        | Yang Xinran (杨昕燃)                        | Tasuku Hatanaka畠中 祐                                     | Lee Sae-byeok이새벽                                                                     |                       |
| Hu Tao                          | Brianna Knickerbocker                           | Dian Tao (陶典)                             | Rie Takahashi (高橋李依)                                   | Kim Ha-Ru (김하루)                                                                      |                       |
| Jean                            | Stephanie Southerland                           | Su Lin (林簌)                               | Chiwa Saitō (斎藤 千和)                                    | Yeong-mi Ahn (안영미)                                                                   |                       |
| Kirara                          |                                                 |                                             |                                                            |                                                                                         |                       |
| Kaedehara Kazuha                | Mark Whitten                                    | Banma (斑马)                                | Nobunaga Shimazaki (島崎 信長)                             | Kim Shin-woo (김신우)                                                                   |                       |
| Kaeya                           | Josey Montana McCoy                             | Ye Sun (孙晔)[carece de fontes?]            | Kohsuke Toriumi (鳥海 浩輔)                                | Jeong JuWon (정주원)                                                                    |                       |
| Kamisato Ayaka                  | Erica Mendez                                    | Xiao N (小N)                                | Saori Hayami (早見沙織)                                    | Lee Yu-ri (이유리)                                                                      |                       |
| Kamisato Ayato                  | Chris Hackney                                   | Zhao Lu (赵路)                              | Ishida Akira (石田 彰)                                     | Jang Min-hyeok (장민혁)                                                                 |                       |
| Keqing                          | Kayli Mills                                     | Ying Xie (谢莹)[carece de fontes?]          | Eri Kitamura (喜多村 英梨)                                 | Bohee Lee (이보희)                                                                      |                       |
| Klee                            | Poonam Basu                                     | Hualing (花玲)[carece de fontes?]           | Misaki Kuno (久野 美咲)                                    | Bang Yeonji (방연지)                                                                    |                       |
| Kujou Sara                      | Jeannie Tirado                                  | Yang Menglu (杨梦露)                        | Asami Seto (瀬戸麻沙美)                                    | Mun Ji-yeong (문지영)                                                                   |                       |
| Kuki Shinobu                    | Kira Buckland                                   | Yang Ning (杨凝)                            | Mizuhashi Kaori (水橋 かおり)                              | Kim Yool (김율)                                                                         |                       |
| Layla                           | Ashely Biski                                    | Hou Xiaofei (侯小菲)                        | Tomita Miyu (富田美憂)                                     | Kang Sae-Bom (강새봄)                                                                   |                       |
| Lisa                            | Mara Junot                                      | Ke Zhong (钟可)[carece de fontes?]          | Rie Tanaka (田中 理恵)                                     | Park GoWoon (박고운)                                                                    |                       |
| Lyney                           |                                                 |                                             |                                                            |                                                                                         |                       |
| Lynnett                         | Mika                                            | Robb Moreira                                | Deng Youxi (邓宥希)                                        | Sanpei Yūko (三瓶由布子)                                                                | Yoon Eun-seo (윤은서) |
| Mona                            | Felecia Angelle                                 | Tingting Chen (陈婷婷)[carece de fontes?]   | Konomi Kohara (小原 好美)                                  | Woo Jeong-shin (우정신)                                                                 |                       |
| Nahida                          | Kimberley Anne Campbell                         | Hualing (花玲)                              | Tamura Yukari (田村ゆかり)                                 | Park Shi-Yoon (박시윤)                                                                  |                       |
| Nilou                           | Dani Chambers                                   | Zisu Jiuyue (紫苏九月)                      | Kanemoto Hisako (金元寿子)                                 | Chae Rim (채림)                                                                         |                       |
| Ningguang                       | Erin Ebers                                      | Mingya Du (杜冥鸦)[carece de fontes?]       | Sayaka Ohara (大原 さやか)                                 | Kwak Kyumi (곽규미)                                                                     |                       |
| Noelle                          | Laura Faye Smith                                | Yanning (宴宁)                              | Kanon Takao (高尾 奏音)                                    | Bohee Lee (이보희)                                                                      |                       |
| Navia                           |                                                 |                                             |                                                            |                                                                                         |                       |
| Neuvillette                     |                                                 |                                             |                                                            |                                                                                         |                       |
| Qiqi                            | Christie Cate                                   | Yanning (宴宁)                              | Yukari Tamura (田村 ゆかり)                                | Seul Lee (이슬)                                                                         |                       |
| Raiden Shogun                   | Anne Yatco                                      | Juhuahua (菊花花)                           | Miyuki Sawashiro (沢城みゆき)                              | Park Ji-yoon (박지윤)                                                                   |                       |
| Razor                           | Todd Haberkorn                                  | Shuai Zhou (周帅)[carece de fontes?]        | Koki Uchiyama (内山 昂輝)                                  | Seo-yeong Kim (김서영)                                                                  |                       |
| Rosaria                         | Elizabeth Maxwell                               | Anqi Zhang (张安琪)                         | Ai Kakuma (加隈亜衣)                                       | Kim Bo-na (김보나)                                                                      |                       |
| Sangonomiya Kokomi              | Risa Mei                                        | Guiniang (龟娘)                             | Suzuko Mimori (三森すずこ)                                 | Yeo Yun-mi (여윤미)                                                                     |                       |
| Sayu                            | Lilypichu (Lily Ki)                             | Sakula小舞                                  | Aya Suzaki (洲崎綾)                                        | Lee Ji-hyeon (이지현)                                                                   |                       |
| Shenhe                          | Chelsea Kwoka                                   | Ziyi Qin (秦紫翼)                           | Ayako Kawasumi (川澄綾子)                                  | Lee Hyun-jin (이현진)                                                                   |                       |
| Shikanoin Heizou                | Kieran Regan                                    | Lin Jing (林景)                             | Iguchi Yuuichi (井口 祐一)                                 | Jeong-Ui-jin (정의진)                                                                   |                       |
| Sucrose                         | Valeria Rodriguez                               | Xiaogan (小敢)[carece de fontes?]           | Akane Fujita (藤田 茜)                                     | Kim Hayeong (김하영)                                                                    |                       |
| Tartaglia                       | Griffin Burns                                   | Yudong (鱼冻)                               | Ryohei Kimura (木村 良平)                                  | Nam Doh-hyeong (남도형)                                                                 |                       |
| Thoma                           | Christian Banas                                 | Pei Zhang (张沛)                            | Masakazu Morita (森田成一)                                 | Ryu Seung-gon (류승곤)                                                                  |                       |
| Tighnari                        | Zachary Gordon                                  | Moran (莫然)                                | Kobayashi Sanae (小林 沙苗)                                | Jung Ui-taek (정의택)                                                                   |                       |
| Traveler                        | Aether: Zach Aguilar Lumine: Sarah Miller-Crews | Aether: Luyin (鹿喑) Lumine: Yanning (宴宁) | Aether: Shun Horie (堀江 瞬) Lumine: Aoi Yūki (悠木 碧)    | Aether: Gyeongtae Lee (이경태) Lumine: Saea Lee (이새아)                                |                       |
| Venti                           | Erika Harlacher                                 | Miaojiang (喵酱)[carece de fontes?]         | Ayumu Murase (村瀬 歩)                                     | Jung Yoo-jung (정유정)                                                                  |                       |
| Wanderer                        | Patrick Pedraza                                 | Luyin (鹿喑)                                | Kakihara Tetsuya (柿原 徹也)                               | Min Seung-woo (민승우)                                                                  |                       |
| Wriothesley                     |                                                 |                                             |                                                            |                                                                                         |                       |
| Xiuyan                          |                                                 |                                             |                                                            |                                                                                         |                       |
| Xiangling                       | Jackie Lastra                                   | Xiao N (小N)[carece de fontes?]             | Ari Ozawa (小澤亜李)                                       | Yoon Ah-yeong (윤아영)                                                                  |                       |
| Xiao                            | Laila Berzins                                   | Kinsen                                      | Yoshitsugu Matsuoka (松岡 禎丞)                            | Jeong Yoo-Mi (정유미)(~2020/12/22)[carece de fontes?] Sim Kyuhyuk (심규혁)(2020/12/22~) |                       |
| Xingqiu                         | Cristina Vee Valenzuela                         | Yajing Tang (唐雅菁)[carece de fontes?]     | Junko Minagawa (皆川 純子)                                 | Kwak Kyumi (곽규미)                                                                     |                       |
| Xinyan                          | Laura Stahl                                     | Yaxin Wang (王雅欣)[carece de fontes?]      | Chiaki Takahashi (たかはし 智秋)                           | Kim Chae-ha (김채하)                                                                    |                       |
| Yae Miko                        | Ratana                                          | Du Mingya (杜冥鸦)                          | Sakura Ayane (佐倉綾音)                                    | Moon Yoo-jeong (문유정)                                                                 |                       |
| Yanfei                          | Lizzie Freeman                                  | Ziwu Su (苏子芜)                            | Yumiri Hanamori (花守 ゆみり)                              | Cho Kyung-yi (조경이)                                                                   |                       |
| Yoimiya                         | Jenny Yokobori                                  | Na Jin (金娜)                               | Kana Ueda (植田佳奈)                                       | Bak Sin-hee (박신희)                                                                    |                       |
| Yun Jin                         | Judy Alice Lee                                  | Wenxiao He (贺文潇)                         | Koiwai Kotori (小岩井ことり)                               | Sa Mun-yeong (사문영)                                                                   |                       |
| Zhongli                         | Keith Silverstein                               | Bo Peng (彭博)                              | Tomoaki Maeno (前野 智昭)                                  | Pyo Yeong-jae (표영재)                                                                  |                       |

## Lançamento
Antes de seu lançamento, o jogo tinha 21,3 milhões de registros, 16 milhões dos quais na China. De acordo com alguns, o Genshin Impact foi o maior lançamento internacional de qualquer videogame chinês. Na preparação para o lançamento, Genshin Impact venceu a votação pública do Tokyo Game Show Media Awards 2020, ficando em primeiro lugar entre 14 outros jogos. Genshin Impact foi lançado em 28 de setembro de 2020 para Microsoft Windows, PlayStation 4, Android e iOS. Um patch lançado em 11 de novembro de 2020 incluiu a adição de compatibilidade para o jogo a ser jogado no PlayStation 5, aumentando as métricas de desempenho, como tempos de carregamento e fidelidade gráfica.

### Controvérsia e censura
Logo após o lançamento, os jogadores descobriram que o sistema anti-cheat baseado no kernel do jogo permaneceria ativo após o jogo ser fechado ou desinstalado, o que levantou preocupações de que o jogo tivesse instalado spyware. Alguns jogadores japoneses que usam dispositivos iOS também observaram que o jogo lê o conteúdo da área de transferência dos jogadores durante a inicialização. A miHoYo anunciou que ambos os problemas foram resolvidos e corrigidos.
Em 6 de outubro de 2020, o jornalista e streamer do Twitch, Kazuma Hashimoto, publicou um vídeo no site de mídia social Twitter demonstrando como termos políticos chineses como "Hong Kong" e "Taiwan" são censurados no bate-papo do jogo. Como a desenvolvedora do jogo, miHoYo, é baseada na China, eles estão sujeitos à política de censura da China, que inclui cumprir uma lista relativamente grande de palavras proibidas que não podem ser usadas no jogo ou via chat. Outros termos não relacionados à política chinesa também são proibidos, como "Putin", "Hitler" e "Stalin". Vários tópicos no subreddit do jogo discutiram a censura, com vários usuários observando que termos inócuos como "inimigos" e "palavras" também estavam sendo censurados.
Em novembro de 2020, o jogo foi recebido com polêmica durante o lançamento de um personagem, Zhongli, devido à sua jogabilidade e kit serem vistos como ruins a ponto de serem tomados como um insulto aos jogadores chineses. miHoYo inicialmente respondeu à polêmica em relação ao personagem, dizendo que estava funcionando como pretendido e que não deveria haver nenhuma preocupação com isso. Mais tarde, miHoYo pediu desculpas e prometeu melhorar o kit do personagem, por meio de testes beta para a versão 1.3.
Em março de 2021, a empresa de fast food KFC anunciou um evento de colaboração na China que ofereceu pins e itens no jogo exclusivos para clientes que apareceram e gritaram a frase "Conheça em outro mundo, desfrute de comida deliciosa!" para os funcionários do restaurante. Como resultado, as lojas KFC em Xangai, Nanjing e Hangzhou foram invadidas por fãs. Apesar dos melhores esforços das autoridades para manter os regulamentos COVID-19, a promoção foi forçada a encerrar.
As comemorações do primeiro aniversário do jogo em setembro de 2021 receberam críticas devido à forma como a empresa lidou com o evento. Os fãs do jogo criticaram as recompensas de aniversário em comparação às recompensas para eventos da comunidade que favoreceram os criadores de conteúdo. miHoYo não lançou nenhum comentário sobre as recompensas, e o jogo foi bombardeado por avaliações, reduzindo sua pontuação geral na Google Play Store de 4,5 estrelas inicialmente para 1,9 estrelas. Os outros jogos do miHoYo, Honkai Impact 3rd e Tears of Themis, receberam a mesma crítica de fãs em meio à controvérsia. A empresa fez um pedido formal de desculpas aos jogadores em resposta ao bombardeio da revisão, respondendo com a criação do pacote pago planejado para ser vendido no próximo show ao vivo como um presente de login de 4 dias grátis. A empresa afirmou: "Temos prestado muita atenção a vários comentários sobre o primeiro aniversário do Genshin Impact. Já sugerimos mais celebrações, incluindo o próximo concerto online do Genshin Impact e presentes de agradecimento para expressar nossa gratidão aos jogadores" apoio o tempo todo. As opiniões e comentários dos jogadores e fãs são realmente valiosos para nós, e desejamos que todos os fãs continuem a aventura e colecionem memórias mais queridas em Teyvat."

### Preocupações com segurança
Várias vulnerabilidades de segurança foram descobertas não muito depois do lançamento do jogo e foram discutidas no subreddit oficial do jogo. Em 19 de outubro de 2020, um moderador do Reddit descobriu uma falha de segurança vulnerável que expôs o número de telefone vinculado à conta de um jogador durante a tentativa de recuperação de senha no site miHoYo. No entanto, o problema não foi corrigido até que outro post do Reddit detalhando as mesmas informações foi postado em 9 de novembro de 2020, e logo depois disso a vulnerabilidade foi resolvida. Outro vazamento de segurança foi descoberto em 6 de dezembro de 2020, quando um um moderador do Reddit postou detalhes no subreddit do jogo sobre como os endereços de e-mail dos jogadores poderiam ser acessados publicamente simplesmente inserindo seu nome de usuário na ferramenta de recuperação de senha. Esse problema também foi resolvido algumas horas depois que o tópico do Reddit foi postado. Esses vazamentos de segurança, junto com a falta de outros protocolos de segurança, como autenticação de multi-fator, causaram o roubo de centenas de contas de jogadores. miHoYo emitiu avisos após a sequência de exposições de segurança, informando os jogadores para ter cuidado ao compartilhar detalhes da conta e vincular sua conta ao seu endereço de e-mail e número de telefone.

## Recepção
Genshin Impact recebeu revisões geralmente favoráveis para PC e PS4, de acordo com o agregador de críticas Metacritic. Daniel Tack da Game Informer elogiou a direção do mundo aberto e o design do jogo, e Chris Carter da Destructoid chamou o sistema de combate de "uma das coisas mais interessantes sobre Genshin Impact". Gene Park do The Washington Post observou que o jogo se inspira em The Legend of Zelda: Breath of the Wild "orgulhosamente", mas também criticou seu sistema de gacha. Paul Tassi da Forbes observou que para progredir além de um certo ponto, é preciso "gastar uma quantidade absurda de dinheiro para contornar os últimos timegates do jogo."

### Prêmios
A Apple premiou Genshin Impact como "Jogo do ano para iPhone" na App Store Best of 2020. O jogo também ganhou o "Melhor jogo de 2020" da Google Play e foi nomeado para "Jogo de escolha do usuário" no prêmio Melhor de 2020. Genshin Impact também foi nomeado para Melhor RPG e Melhor Jogo para celular no The Game Awards 2020, e para Ultimate Game of the Year no Golden Joystick Awards. O jogo foi nomeado como Melhor jogo contínuo e ganhou o Melhor Jogo Mobile no The Game Awards 2021.

### Performance comercial
Nos primeiros quatro dias após seu lançamento, estima-se que Genshin Impact teve mais de 17 milhões de downloads (considerando as versões para Android e iOS). Na semana seguinte ao seu lançamento, foi o segundo jogo para celular de maior vendas naquele período, gerando aproximadamente 60 milhões de dólares. Em duas semanas, esse número subiu para mais de 100 milhões de dólares, recuperando seu orçamento de desenvolvimento e marketing. Seu forte desempenho continuou até outubro de 2020, já que o jogo foi o jogo mais rentável em todo o mundo durante aquele mês. Sua maior receita veio da China, Japão, Coreia do Sul e Estados Unidos, com 69% da receita móvel vindo de fora da própria China durante este período de tempo especificamente. Nos Estados Unidos, seu lançamento foi o maior lançamento de um RPG para celular da história.
O Genshin Impact arrecadou mais de US$ 393 milhões em dois meses após o lançamento e mais de 1 bilhão de dólares no final de março de 2021, a terceira maior receita de um jogo para celular durante esse período de tempo depois de Honor of Kings e PUBG Mobile, tornando-se um dos de maior arrecadação jogos para celular de todos os tempos e o jogo mais rápido para atingir esse marco no Google Play e na App Store. Em outubro de 2021, o jogo havia arrecadado US$ 2 bilhões. Tornou-se o terceiro jogo para celular de maior bilheteria do mundo em 2021, com US$ 1,8 bilhão arrecadado entre 1º de janeiro e 16 de dezembro, elevando a receita total do jogo para US$ 2,4 bilhões até então.

### Problemas com a justiça
A publisher de Genshin Impact, Cognosphere (conhecida como HoYoverse), enfrentou uma batalha legal com a Federal Trade Commission (FTC) dos Estados Unidos, sendo multada em 20 milhões de dólares. A acusação central foi a venda de lootboxes para adolescentes, uma prática que a FTC considera enganosa. Além das questões relacionadas às lootboxes, a HoYoverse foi também acusada de violações da Children's Online Privacy Protection Act (COPPA), não cumprindo com a exigência de notificar os pais sobre a coleta de dados de crianças menores de 13 anos.

## Imprensa
- A miHoYo publicou uma série oficial em mangá em 2018, que pode ser encontrado em Crunchyroll,[103] Tapas[104] e Webtoon.[105]
- Um representante da miHoYo falou sobre Genshin Impact em uma entrevista na TV Chinesa "Dragon Television" em janeiro de 2019.[106]
- A primeira aparição de Genshin Impact ocorreu em junho de 2019 no evento Electronic Entertainment Expo, em Los Angeles.[107]
- O primeiro trailer do jogo foi lançado em 8 de junho de 2019.[108]
- O primeiro beta fechado ocorreu em 21 de junho de 2019.[109]
- No evento chinês ChinaJoy de 2019, a miHoYo anunciou a versão de Playstation 4 de Genshin Impact com previsão de lançamento para 2020.[110]
- Um trailer do jogo com dublagem em japonês foi exibido ao público na Tokyo Game Show, evento realizado em setembro do ano de 2019.[111]
- A notícia sobre versões em outros idioma foi veiculada pela internet também em setembro de 2019.
- A miHoYo anunciou que o lançamento de Genshin Impact está marcado para o dia 28 de setembro de 2020 para PC, iOS e Android.[53]